# Redecilla del Camino
Redecilla del Camino es un municipio de la provincia de Burgos, comunidad autónoma de Castilla y León (España) en el Camino de Santiago, partido judicial de Briviesca, situado en la cara norte de la sierra de la Demanda cuando empieza el llano riojano.
En 2015, en la aprobación por la Unesco de la ampliación del Camino de Santiago en España a «Caminos de Santiago de Compostela: Camino francés y Caminos del Norte de España», España envió como documentación un «Inventario Retrospectivo - Elementos Asociados» (Retrospective Inventory - Associated Components) en el que en el n.º 1225 figura la localidad de Redecilla del Camino, con un ámbito de elementos asociados.

## Geografía
La configuración de la cara norte de la sierra de la Demanda permitió a los pobladores autóctonos ser usuarios de dichos territorios con seguridad aun tiempos de acoso e invasión.
En ella sobresalen los montes de Ayago por su habitabilidad, ya que no superan los 1350 m s. n. m.; lo componen un sistema de montes que se van desde la margen izquierda del río Ciloria/Glera (Valgañón) dirección suroeste hasta la margen derecha del río Tirón. Todos los ríos que desaguan en el Tirón por su derecha nacen en los Montes de Ayago. Entre sus cimas más significativas están, en Burgos, Sta. Brígida (1317 m) y el Somo (1262 m) y en La Rioja están La Picota (1163 m) y el Sampol (1094 m).
Los pueblos invasores, celtas, primero, romanos, luego, a continuación, los visigodos y finalmente los musulmanes, ninguno de ellos llegó a conquistar en sentido pleno a esta comarca. No por ello hay que pensar que no hubiera intercambios, pero sí se puede afirmar que cualquier invasión a la fuerza provoca en primer lugar un repliegue de esos pobladores a sus montañas, puesto que los Montes de Ayago lo permiten y lo facilitan; con el tiempo si los invasores se establecen en el llano de manera permanente, se producen intercambios de todo tipo.

### Clima
Tiene un clima templado, pero bastante húmedo, casi atlántico, lo que hace que la sensación térmica sea de mayor frío del que realmente se marca en los termómetros.

## Historia
Queda constancia documental de su existencia en torno a 968, aunque en la zona ya había habido asentamientos anteriores. Su desarrollo e historia están muy vinculados al Camino de Santiago. Su estructura y trazado urbano es el característico del Camino que se dirige desde el este al oeste. Existen bastantes restos de arte románico, siendo citado como uno de los pueblos más importantes del Camino, en el primer Diario de Peregrino, Codex Calixtinus, escrito en el siglo XIII por el clérigo y peregrino francés Aymeric Picaud.
Tiene una dotación de servicios pensados para los peregrinos, dignos de mención. Su albergue es heredero del antiguo Hospital de San Lázaro, con 40 plazas y todos los servicios. 
Con fecha 15 de marzo de 863, el Cartulario de San Millán de la Cogolla recoge un documento en el que se dice textualmente: "Et septima decanía San Andres de Faiago cum suas uineas et defesas, in montibus et suis pomaribus..." Se trata de la primera referencia a Ayago, como localización geográfica de los Montes de Ayago, con sus dehesas, sus montes y sus manzanos...
En 945 el conde de Castilla, Fernán González concede a San Millán el monasterio de San Martín (entre Redecilla y Grañón).
El año 977 el monasterio de San Millán de la Cogolla devolvió al de San Miguel de Pedroso la villa de Radicella.
A la caída del Antiguo Régimen queda constituida como ayuntamiento constitucional del mismo nombre en el partido de Belorado, región de Castilla la Vieja, contaba entonces con 296 habitantes.

### Vías de comunicación
Existían bastantes vías de comunicación en las que Redecilla del Camino estaba bien posicionada.
Según el Cartulario de San Milán existía una “Vía en Estabillo” que se cita en 991. En dicha vía/camino García Pérez y su mujer fundaron una alberguería, que estaba junto al Camino de los peregrinos, dándola luego a San Millán y a la que Alfonso VIII concedía exenciones en 1189. Parece que ese albergue estaba situado junto al río Peros, entre Redecilla y Livia (Herramélluri). Anterior a esta vía se cita la de Villazahel a Grañón en 955.
En el año 1025 también el Cartulario de San Millán I n.º 179 cita la “strata” (empedrado) de Redecilla a San Martín, primera referencia inequívoca de Redecilla hasta la fecha.
Por otro lado, parece que entre Grañón y Oca no había malas condiciones de viaje, pues vemos que el epíteto “vía de carro” se aplica en Grañón en 1032; en 1007 hay una vía de Oca a Cerezo. En 1088 se dice de una vía de Villoria a Beliforamine por citar unos ejemplos (vide San Millán I, núms. 97 y 133 y Valvanera n.º 187)
En 1032 encontramos “vía de carro entre” y en 1068 una “vía de mercato” que era distinta de la de Ibrillos.
En fin, en 1075 se cita la Vía de Villavenazar a Quintanilla. En 1084, el Camino de Francos a Tosantos de 1049 es la primera mención del puente de magazos (vide San Millán I n.º 102; Albelda nº21; San Millán núms. 369 y 429; San Millán I, n.º 259; San Millán II, n.º 89).
Antes de que decayera el trazado de la calzada romana como oficial camino a Santiago de Compostela que facilitaba el acceso a la Meseta por las proximidades del puerto de la Brújula, ya existían caminos, carreras, stratas y vías que comunicaban La Rioja y la Meseta a través de Grañón, Redecilla, Belorado y Montes de Oca, Atapuerca y Burgos... y que permitieron fijar el camino oficial de los francos al sepulcro de Santiago, por esa zona al sur de aquella calzada por parte de Santo Domingo de la Calzada y San Juan de Ortega, como principales artífices de este cambio.
Santo Domingo de la Calzada (García Domingo nació en Viloria de Rioja el 12 de mayo de 1019, fue hijo de un labrador llamado Ximeno García y de su esposa Orodulce, y falleció en “Burgo de Domingo” con 90 años el año de 1109). Él acondicionó el camino preexistente (una calzada) por la ciudad que llevaría su nombre entre Nájera y Redecilla, trasladando la comunicación que cubría la calzada romana más hacia el sur, por donde transcurre el Camino de Santiago actual. Con ello, Domingo García consolida los caminos ya existentes con anterioridad para primar definitivamente el viejo acceso a la meseta a través de los Montes de Oca, como el mejor camino para ir de La Rioja a la cabeza de Castilla. Aymeric ya dice cómo realizó el camino entre Nájera y Redecilla (vide el Codex Calixtinus) por ese trazado, consolidando el tráfico de personas y mercancías por esta reformada calzada.

## Demografía
Redecilla del Camino cuenta con una población de 94 habitantes (INE 2024).
| Gráfica de evolución demográfica de Redecilla del Camino entre 1842 y 2021                                          |
| |
| Población de derecho según los censos de población del INE Población de hecho según los censos de población del INE |

## Economía
Tres son los sectores productivos de Redecilla del Camino: el monte y los bosques, la agricultura y ganadería, y los servicios fuertemente vinculados al Camino de Santiago.
Del primero casi no se produce explotación, salvo alguna saca de madera y aprovechamiento comunal, la caza... La agricultura y ganadería de Redecilla del Camino ha evolucionado desde la subsistencia hasta los años 60 del siglo XX, una fuerte modernización (mecanización, abonados y sallados químicos) que continúa, y un proceso de degradación tanto en recursos humanos como en variedad de cultivos y ganados, en parte motivado por el envejecimiento de la población, por intereses que han forzado la migración del campo a la ciudad.
Servicios: Los servicios públicos, que están alejándose cada día más del pueblo, están comarcalizados (salud, educación, recogida mancomunada de residuos, servicios agrarios y comerciales, judiciales, farmacéuticos, de seguridad...). Hay consultorio médico, una Cooperativa agraria El Sextil y una SAT, la Asociación de la Tercera Edad, la Peña Ntra. Sra. de Ayago y la Asociación Amigos de Ayago (resto de la antigua Cofradía de Ntra Sra. de Ayago). El Ayuntamiento mantiene servicio de Secretaría, mantenimiento general de alumbrado, limpieza, coordina el servicio mancomunado de agua potable para toda la comarca (14 pueblos)..., mantenimiento del albergue municipal de peregrinos, oficina de información turística, polideportivo y centro de usos múltiples... La venta ambulante provee de pescados, carnes, pan... varios días a la semana, igual que servicio de peluquería... Cada 3 semanas hay servicio de Bibliobus.
El Camino de Santiago ha allegado servicios: de Información a los peregrinos, de alojamiento, comida y manutención de los peregrinos (un hotel, bar y restaurante con 16 plazas, un albergue privado con 10 plazas, e histórico Albergue de San Lázaro con 40 plazas más 2 para personas con discapacidad). Un servicio de Reflexología asociado a las necesidades de los peregrinos. Servicio de misa cada dos domingos...

## Patrimonio

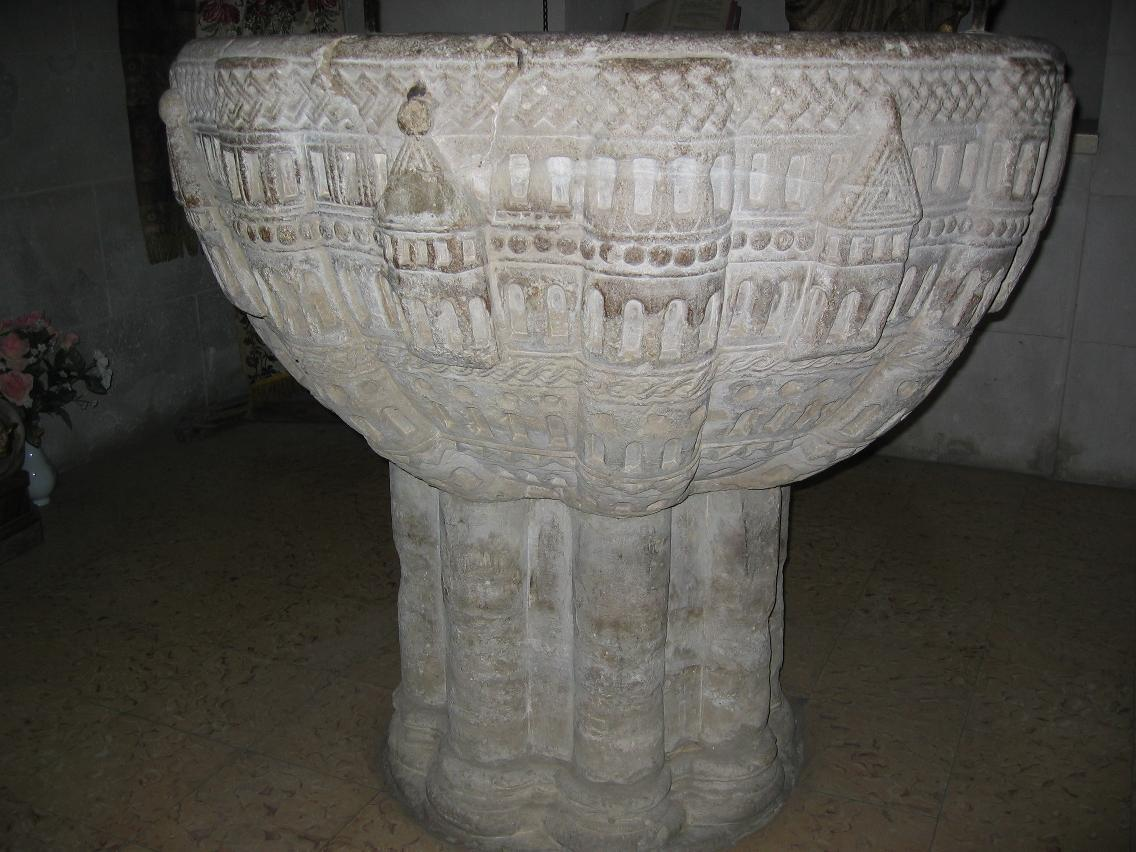
Pila bautismal románica.

La iglesia Ntra. Sra. de la Calle de Redecilla posee una de las pilas bautismales románicas más elaborada e impresionante del Camino de Santiago. Ha sido restaurada para la edición de la Exposición Edades del Hombre en Ponferrada y luego también expuesta en la de Aguilar de Campoo. La pila de Redecilla del Camino está hecha de tres piezas: la copa, la columna de sustentación, y la base: una copa o semiesfera, sustentada por una columna y una base. 
Su copa es semiesférica, con 110 cm de diámetro, alzada sobre un tenante cilíndrico fasciculado por ocho semicolumnillas (columna), sobre basamento circular hoy semiembutido (base), siendo su altura total de 106 cm.
La copa es de grandes dimensiones y toda ella está esculpida, como calada, sin dejar espacio libre en su gran superficie. La decoración se compone únicamente de estructuras arquitectónicas caladas por multitud de ventanales. Estos ventanales se distribuyen en cuatro pisos, separados entre sí por medio de finas impostas o cenefas con motivos perlados y de entrelazos (son sogueada, trenza, en zigzag y en rombos)
Los agujeros calados en la piedra y dispuestos en cuatro pisos representan ventanas. Son de varias clases. Las hay cuadradas, con arco de medio punto y una fila con óculos en la parte superior. 
La superficie exterior de la copa no guarda su convexidad uniforme. La cruzan de arriba abajo ocho estrías salientes voluminosas, ordenadamente repartidas que vienen a ser como las torres de este gran edificio: son ocho torreones semicirculares en altorrelieve, que coinciden con cada uno de los lóbulos o semicolumnas de la columna y de la embocadura del pie de sustentación o base de la pila. 
También defienden la “ciudad” ocho matacanes coronados con cubiertas triangulares: son unos miradores, de vuelo libre y cubiertos por un tejadillo triangular muy agudo rematado en una bola. 
En el borde y remate superior lleva una cenefa de cordón y doble trenzado con elegancia. 
El pie (o columna de sustentación con semicolumnas) está formada por ocho semicolumnas adosadas a un machón cilíndrico central, y en su parte alta tiene forma de copa con embocadura lobulada, donde se recibe y asienta la copa.
Estas columnas tienen al pie, la última parte de la pila, la base con 8 basas áticas que forman una moldura corrida como base de la columna y de la copa. 
El conjunto da una sensación análoga al de un haz de columnas, y por lo tanto de riqueza decorativa, aun cuando en realidad no están yuxtapuestas. Y aunque las dos piezas inferiores no armonicen con el estilo de copa, el soporte, que prestan, da una sólida esbeltez al conjunto.
Se apoya pues en ocho columnas como si fuera el tronco de un árbol: su cuenco está labrado con relieves arquitectónicos, como si se tratara de una ciudad que bien podría ser la Jerusalén Celeste o la propia ciudad de Santiago de Compostela. 
Posee una iglesia dedicada a la Virgen de la Calle de mucho merecimiento; la misma estatua de dicha Virgen de la Calle es gótica. 
Hay algunas casas señoriales de piedra arenisca, dignas de mención. Redecilla del Camino es ideal para actividades en montaña: senderismo, observación ornitológica, faunas salvajes, valles, bosques, fuentes, arte..., y punto de partida para múltiples monumentos y actividades culturales y naturales que comparte con la comarca. Pueblo incorporado a la Red Natura 2000 para la protección de visón europeo...